# Église Saint-André de Bages
Pour les articles homonymes, voir église Saint-André.
L'église Saint-André de Bages est une église, en partie romane, située à Bages, dans le département français des Pyrénées-Orientales.

## Situation
L'église Saint-André se dresse au centre de Bages, un village situé dans la plaine du Roussillon, dans le Sud de la France.

## Histoire
L'église Saint-André de Bages est citée en 1093 (eccl. S. Andree de Bagis).

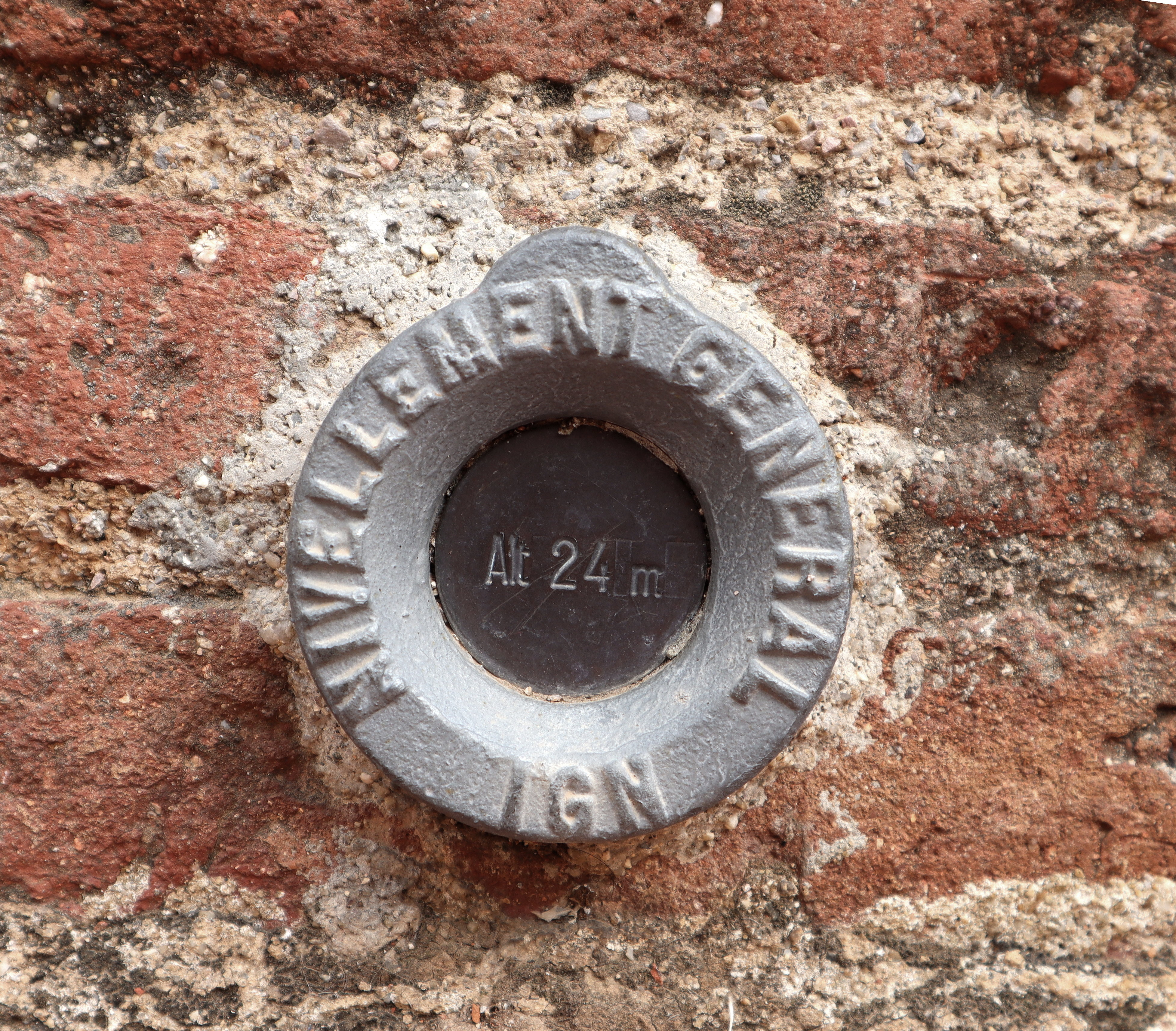
Repère du nivellement général de la France (24 m) du réseau Bourdalouë, au pied du clocher de l'église

## Architecture
À l'origine constituée d'une nef unique, l'église Saint-André est de nombreuses fois agrandie et modifiée au cours des siècles, ce qui rend difficile l'étude de l'édifice original, noyé sous les ajouts postérieurs.